# Военное управление трудовых ресурсов (Республика Корея)
Военное управление трудовых ресурсов Республики Корея было создано для предотвращения коррупции  в военных действиях и содействия целостности, этики и добросовестности среди военнослужащих.